# Odontoschisma prostratum
Odontoschisma prostratum là một loài rêu tản trong họ Cephaloziaceae. Loài này được (Sw.) Trevis. miêu tả khoa học lần đầu tiên năm 1877.